# اسپندارهای لاغر
اسپندارهای لاغر (نام علمی: Leptocereus) نام یک سرده از تبار ستبراسپندارتباران است.